# Mano de obra asalariada
El trabajo por un salario, trabajo asalariado o mano de obra asalariada es la relación socioeconómica entre un trabajador por cuenta ajena (también denominado trabajador asalariado) y un empleador (también denominado empresario), por medio de la cual el primero cede su fuerza de trabajo a través de un contrato laboral, formal o informal. Estas transacciones por lo general tienen lugar en el mercado laboral en el cual las remuneraciones o salarios son determinados por el mercado. A cambio del salario, el producto del trabajo se convierte por lo general en propiedad del empleador, excepto en casos especiales tales como la propiedad de patentes de propiedad intelectual en los Estados Unidos en donde los reconocimientos de patentes son por lo general asignados a la persona inventora original. Un trabajador asalariado es una persona cuyo medio principal de ingresos es la venta de su esfuerzo.
En la actualidad es la forma predominante de empleo en las economías mixtas modernas tales como las de los países de la OCDE. A pesar de que la mayoría del trabajo se realiza según esta estructura, los acuerdos laborales de gerentes, empleados profesionales y empleados profesionales por contrato a veces poseen asignaciones especiales o de clase, por lo que se suele asignar el término "asalariada" solo a mano de obra semicapacitada o manual.

## Trabajo por cuenta propia
El trabajo por cuenta ajena se diferencia del trabajo por cuenta propia, en el que coinciden las figuras de empresario y trabajador, sin que la remuneración sea en forma de salario.

## Trabajo a destajo
El trabajo asalariado se diferencia del trabajo a destajo en que en el destajo la remuneración no se establece por el tiempo de trabajo sino por la cantidad producida.